# Diócesis de Mamfé
La diócesis de Mamfé (en latín: Dioecesis Mamfensis y en inglés: Roman Catholic Diocese of Mamfe) es una circunscripción eclesiástica de la Iglesia católica en Camerún. Se trata de una diócesis latina, sufragánea de la arquidiócesis de Bamenda. Desde el 22 de febrero de 2022 su obispo es Aloysius Fondong Abangalo.

## Territorio y organización
La diócesis tiene 10 500 km² y extiende su jurisdicción sobre los fieles católicos de rito latino residentes en la región del Sudoeste en los departamentos de Lebialem y de Manyu y en parte del de Kupe-Manenguba.
La sede de la diócesis se encuentra en la ciudad de Mamfé Central (o Mamfé), en donde se halla la Catedral de San José.
En 2021 en la diócesis existían 28 parroquias.

## Historia
La diócesis fue erigida el 9 de febrero de 1999 con la bula Alacrem sane curam del papa Juan Pablo II, obteniendo el territorio de la arquidiócesis de Bamenda.

## Estadísticas
Según el Anuario Pontificio 2022 la diócesis tenía a fines de 2021 un total de 167 948 fieles bautizados.
| Año                                                                             | Población            | Población | Población      | Sacerdotes | Sacerdotes    | Sacerdotes    | Bautizados por sacerdote | Diáconos permanentes | Religiosos | Religiosos | Parroquias |
| Año                                                                             | Bautizados católicos | Total     | % de católicos | Total      | Clero secular | Clero regular | Bautizados por sacerdote | Diáconos permanentes | Varones    | Mujeres    | Parroquias |
| ------------------------------------------------------------------------------- | -------------------- | --------- | -------------- | ---------- | ------------- | ------------- | ------------------------ | -------------------- | ---------- | ---------- | ---------- |
| 1999                                                                            | 35 000               | 337 000   | 10.4           | 8          | 8             |               | 4375                     |                      |            | 23         | 6          |
| 2000                                                                            | 31 265               | 250 000   | 12.5           | 21         | 17            | 4             | 1488                     |                      | 11         | 19         | 6          |
| 2001                                                                            | 33 265               | 253 000   | 13.1           | 23         | 17            | 6             | 1446                     |                      | 15         | 24         | 6          |
| 2002                                                                            | 35 926               | 257 666   | 13.9           | 16         | 10            | 6             | 2245                     |                      | 11         | 18         | 6          |
| 2003                                                                            | 37 612               | 261 250   | 14.4           | 23         | 15            | 8             | 1635                     |                      | 13         | 20         | 9          |
| 2004                                                                            | 43 630               | 268 257   | 16.3           | 25         | 20            | 5             | 1745                     |                      | 10         | 18         | 9          |
| 2013                                                                            | 140 255              | 326 400   | 43.0           | 42         | 40            | 2             | 3339                     |                      | 43         | 30         | 31         |
| 2016                                                                            | 145 300              | 347 000   | 41.9           | 61         | 55            | 6             | 2381                     |                      | 12         | 43         | 27         |
| 2019                                                                            | 155 000              | 429 000   | 36.1           | 78         | 69            | 9             | 1987                     |                      | 11         | 15         | 28         |
| 2021                                                                            | 167 948              | 418 706   | 40.1           | 69         | 60            | 9             | 2434                     |                      | 14         | 41         | 28         |
| Fuente: Catholic-Hierarchy, que a su vez toma los datos del Anuario Pontificio. |                      |           |                |            |               |               |                          |                      |            |            |            |

## Episcopologio
- Francis Teke Lysinge (9 de febrero de 1999-25 de enero de 2014 retirado)
- Andrew Nkea Fuanya (25 de enero de 2014 por sucesión-30 de diciembre de 2019 nombrado obispo de Bamenda)[nota 1]
  - Sede vacante (2019-2022)
- Aloysius Fondong Abangalo, desde el 22 de febrero de 2022